# Grzegorz Dunecki
Grzegorz Dunecki (ur. 24 września 1915 w Kuźniecku w Rosji, zm. 13 listopada 1959 w Toruniu) – polski lekkoatleta i trener lekkoatletyczny.

## Życiorys
Ukończył Gimnazjum im. Mikołaja Kopernika w Tczewie.
W czasie wojny przebywał w Lublinie a następnie w Warszawie. Był kelnerem, pomocnikiem kucharskim, konwojentem a w końcu szoferem. W Powstaniu Warszawskim stracił syna. Po powstaniu wywieziony z Warszawy, uciekł z transportu i wrócił do Torunia
.
Uprawiał wiele konkurencji lekkoatletycznych, ale największe sukcesy odniósł w sprincie. Był mistrzem Polski na 200 metrów w 1939, a także sześciokrotnym wicemistrzem: na 100 metrów (w 1937 i 1939), na 200 metrów (w 1937 i 1938) i na 110 metrów przez płotki (w 1937 i 1948). Zdobył również brązowe medale mistrzostw Polski w sztafecie 4 × 100 metrów w 1939, na 110 metrów przez płotki w 1947 i w pięcioboju w 1947. Był halowym wicemistrzem Polski w biegu na 80 metrów w 1938.
Był zawodnikiem Pomorzanina Toruń (1937-1949).
Po zakończeniu kariery pracował jako trener. Jego wychowankami byli m.in. Marian Jochman, Kazimierz Żbikowski, Jerzy Bruszkowski, Eugeniusz Kwiatkowski. Jego syn Leszek był medalistą olimpijskim i wielokrotnym mistrzem Polski.
Od 1960 rozgrywany jest w Toruniu Memoriał im. Grzegorza Duneckiego (przez pewien czas odbywał się w Bydgoszczy i Grudziądzu).